# Јелена Броћић
Јелена Броћић (Турица код Лучана, 11. август 1975) је српска истакнута певачица народне музике. Први албум снимила је са четрнаест година и до сада их је снимила једанаест. Највећи хитови у досадашњој каријери јесу песме Беле раде, Ко оставља руже, Звезда Даница, Много ми је стало и Свадбене кочије.

## Биографија
Јелена Броћић је рођена 11. августа 1975. године у Турици код Лучана. Певањем је почела да се бави јако млада, већ са четрнаест година снимила је свој први албум и до сада је их снимила једанаест. Завршила је средњу музичку школу.
Најпознатије песме су јој: Беле раде, Ко оставља руже, Много ми је стало, Свадбене кочије, Звезда Даница, Од живота јаче, Дала сам ти љубав, Стани само пет минута, Велика љубави моја, Заљуби се у неку другу, Ја сам се заљубила, Окренућу те за 360 степени, Хајде иди, Лептир.
Учествовала је на великом броју еминентних фестивала народне музике - Моравски бисери, МЕСАМ, Гранд фестивал, Фестивал Драгиша Недовић, Шумадијски сабор, Златиборска песма, Лира. 2007. године победила је са фестивалу Драгиша Недовић у Врњачкој Бањи, а 2012. на фестивалу Лира. Такође, на поменутим фестивалима, више пута је награђивана за интерпретацију. Добитница је Естрадно-музичке награде Србије 2016. године.

## Дискографија

### Албуми
- 1989. Седам суза (Југотон)
- 1991. Заљуби се у мене (Дискос)
- 1992. Заљубљени до ушију (Дискос)
- 1993. Ромео и Јулија (Јувекомерц)
- 1995. Девојачко срце (Дискос)
- 1996. Много ми је стало (ПГП РТС)
- 1998. Враћам ти се мајко (ПГП РТС)
- 1999. Девојачки снови (Гранд продукција)
- 2003. Стани само пет минута (Гранд продукција)
- 2007. Заљуби се у неку другу (Голд продукција)
- 2011. Моја слико (ПГП РТС) и (BN music)

### Компилације
- 1994. Сви моји хитови (ПГП РТС)
- 2003. Јелена Броћић - Звезде Дискоса (Дискос)

### Синглови
- 2011. Моја слико
- 2013. Мерак
- 2016. Нико нема брата као ја
- 2017. Има неко ко те воли

## Награде и признања
- 2016. Естрадно-музичка награда Србије
- 2013. Моравски бисери - награда за интерпретацију
- 2012. Победник фестивала "Лира"
- 2012. Лира - награда за интерпретацију
- 2007. Победник фестивала "Драгиша Недовић"
- 2022. Сабор народне музике Србије, Београд - Добитница Естрадно - музичке награде Србије за животно дело

## Фестивали
- 1990. Шумадијски сабор - Ко оставља руже
- 1991. Шумадијски сабор - Зашумите шуме Шумадије
- 1991. МЕСАМ - Ја сам се заљубила
- 1992. Шумадијски сабор - Сунце љубави
- 1992. МЕСАМ - Звезде су плакале
- 1993. Шумадијски сабор - Што је тешка девојачка суза
- 1994. Шумадијски сабор - Срце најверније
- 1994. Моравски бисери - Запалите ватре
- 1995. Посело 202 - Беле раде
- 1996. Моравски бисери - Три бунара
- 1997. Шумадијски сабор - Ех, да могу, прва награда ТВ центра, прва награда стручног жирија
- 1997. Моравски бисери - Потражи другу
- 1998. Моравски бисери - Прича живота мог
- 2000. Моравски бисери - Још увек те волим
- 2002. Моравски бисери - Звезда Даница
- 2006. Фестивал Драгиша Недовић, Врњачка Бања - Не буди ме, нано, награда за најбољу интерпретацију
- 2006. Моравски бисери - Љубавна песма
- 2006. Златиборска песма - На љубав отпорна
- 2007. Фестивал Драгиша Недовић, Врњачка Бања - Заљуби се у неку другу, победничка песма
- 2008. Гранд фестивал - Од живота јаче
- 2010. Моравски бисери - Оче мој, награда за интерпретацију
- 2012. Лира, фестивал нове народне песме - Жеља ми је, прва награда публике, награда за интерпретацију и свеукупни победник
- 2013. Моравски бисери - Кад' Морава узводно потече, награда за интерпретацију
- 2018. Фестивал "Драгиша Недовић", Крагујевац - Текла река Лепеница
- 2021. Моравски бисери - Кад' Морава узводно потече / Еј, драги, драги
- 2022. Сабор народне музике Србије, Београд - Гошћа ревијалног дела фестивала и добитница Естрадно - музичке награде Србије за животно дело